# Avon (Washington)
Avon az Amerikai Egyesült Államok északnyugati részén, Washington állam Skagit megyéjében elhelyezkedő önkormányzat nélküli település, amely nevét Stratford-upon-Avon angol mezővárosról kapta.

## Története
A térség első lakói Thomas McCain és Charles Conrad voltak. Arthur Henry Skaling üzletét 1883. október 27-én nyitotta meg a W. H. Millertől vásárolt területen. A település első lakóháza Miller tulajdonában volt. A metodisták gyülekezetét 1884-ben alapították, templomukat pedig 1887-ben avatta fel Moore tiszteletes; az épületet 1920-ban elköltöztették. Avon első állandó prédikátora Vroman tiszteletes volt.
1889-re a népességszám elérte az ötszáz főt. Az iskola 1892-ben, az Independent Order of Odd Fellows testvériség székhelye pedig 1891-ben nyílt meg; utóbbi a település délkeleti határán állt.
1906-ban a postahivatal bezárt, a küldeményeket ezután a Mount Vernon-i hivatal dolgozta fel. Az 1909-es áradást követően a vízparti épületeket beljebb költöztették, eléjük pedig gátat emeltek.

## Fordítás
- Ez a szócikk részben vagy egészben  az   Avon, Washington című angol Wikipédia-szócikk ezen változatának fordításán alapul.  Az eredeti cikk szerkesztőit annak laptörténete sorolja fel. Ez a jelzés csupán a megfogalmazás eredetét és a szerzői jogokat jelzi, nem szolgál a cikkben szereplő információk forrásmegjelöléseként.